# Hervor

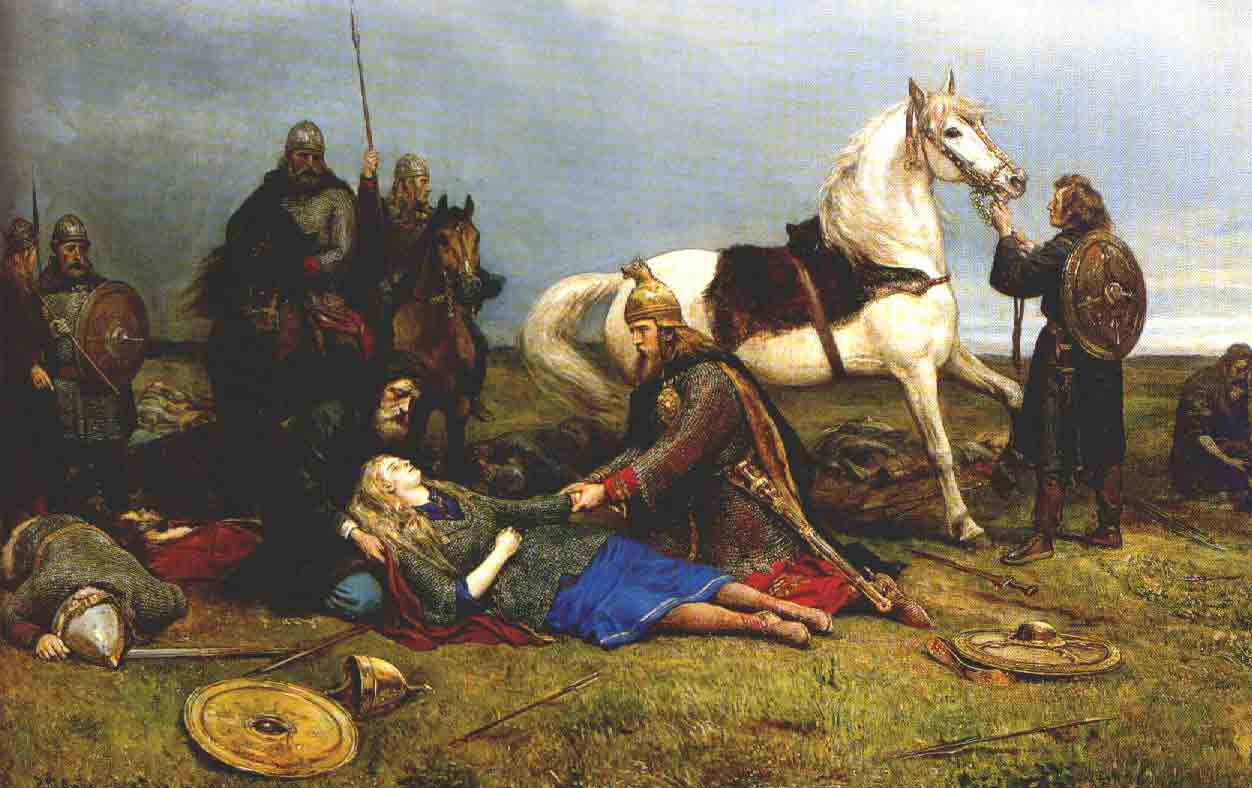
De dood van Hervor, dochter van Heidrek, Peter Nicolai Arbo

Hervor is de naam van twee personages uit het verhaal van het magische zwaard Tyrfing uit de Hervarar saga en waarvan stukken kunnen worden gevonden in de Poëtische Edda.
De eerste Hervor was de dochter van Angantyr. De tweede Hervor de dochter van Heidrek, de zoon van de eerste Hervor.
Hervor is ook de naam van een walkure die trouwde met Völund in de Völundarkviða.

## Hervor, dochter van Angantyr

### Kindertijd
Hervor werd geboren na de dood van haar vader Angantyr bij het gevecht tegen Hjalmar, en groeide op als slaaf. Ze kleedde zich als een man en vocht, doodde en plunderde onder de naam Hjörvard. Toen ze eenmaal de identiteit van haar vader te weten kwam besloot ze om net als haar vader te gaan leven en om Tyrfing, het magische zwaard, te vinden. 

### Oproepen van de doden
Op een dag kwam ze aan te Munarvágr op Samsø, maar ze was de enige die op het spookachtige eiland durfde te komen. De andere bemanningsleden vreesden de nachtelijke activiteiten rond de grafheuvels. Eenmaal dichter bij de grafheuvels zag ze een vuurtje branden boven ze, en ze liep op de grootste grafheuvel toe. Ze riep met luide stem dat haar vader, Angantyr, zichzelf moest tonen. Ze zei dat zij als dochter haar recht op de erfenis opeiste, Tyrfing. Dan vroeg ze ook haar elf ooms zich te tonen en deed dit met en zodanig luide stem en met zo'n gedurfde woorden dat ze uiteindelijk haar vader zijn stem hoorde. Hij zei dat ze beter haar doel uit haar hoofd zou zetten. Hervor zette door en bleef vragen om haar rechtmatige erfenis.

### Opeisen van de erfenis
Uiteindelijk opende het graf zich en in het midden scheen een vuur. Daar zag ze haar vader, en hij waarschuwde haar om niet om het zwaard te vragen. Het zou de dood van hun volledige clan brengen indien ze het zou gebruiken. Ze zette nog altijd door en uiteindelijk werd het zwaard uit het graf tevoorschijn getoverd en verlangend greep ze het vast. Ze zwaaide vaarwel naar haar dode clangenoten en wandelde naar de kustlijn.
Bij aankomst aan de kust was er echter geen schip meer te bekennen. De bemanningsleden hadden schrik gekregen van de vuren en de donder uit de grafheuvels.

### Loopbaan
Uiteindelijk slaagde ze erin om het eiland te verlaten en om aan het hof van Gudmund van Glæsisvellir aan te komen. Ze was nog altijd gekleed als een man en ze stelde zichzelf voor als Hjörvard. Hier hielp ze de koning om een spel Hnefatafl te winnen. Ze doodde echter ook een hoveling die, terwijl ze bezig was met het spel, had getracht Tyrfing te bezichtigen. Daarna hervatte ze haar Vikingactiviteiten en reisde wijd en zijd.

### Huiselijk leven
Na een tijdje kwam ze het avontuurlijke leven wel beu en keerde ze terug naar haar pleegvader Bjartmar. In zijn huis nam ze het naaien en het borduurwerk op zich, zoals andere meisjes, en werd gezien als een mooi en goedgemanierd meisje.
De zoon van koning Gudmund, Höfund, kwam naar het hof en vroeg om haar hand,; waarop ze positief antwoordde. Gudmund regelde een groots huwelijk en droeg het koninkrijk over aan het jonge koppel. Ze leefden lang en gelukkig en kregen twee zonen: Angantyr en Heidrek.

## Hervor, dochter van Heidrek
Heidrek kreeg een dochter, die hij Hervor noemde. Ze was een schildmaagd en de commandant van het Gotische fort voor Myrkviðr (Mirkwood). Ze zou sterven tijdens het gevecht tegen Hlod en het leger van de Hunnen.

## Bron
- Herikson, Alf., Stora mytologiska uppslagsboken, 1998